# Турковський Василь Петрович
Василь Петрович Турковський (псевдо: «Павло», «Петрович», «Пухир»; 23 січня 1909, с. Вікно, тепер Гусятинський район, Тернопільська область — 1 листопада 1944, урочище «Чорний ліс» біля с. Грабівка, Калуський район, Івано-Франківська область) — окружний провідник ОУН Тернопільщини, референт пропаганди Крайової Екзекутиви ОУН ЗУЗ, заступник референта Служби Безпеки Проводу ОУН.

## Життєпис
Народився 23 січня 1909 року в селі Вікно (тепер Гусятинського району Тернопільської області).
Навчався на юридичному факультеті Львівського університету, був членом Пласту.
Член УВО згодом ОУН. Неодноразово ув'язнювався польською владою.
У 1929 році окружний провідник ОУН Тернопільщини, протягом 1936—1939 референт пропаганди Крайової Екзекутиви ОУН ЗУЗ. У 1940—1941 перебував у Кракові, член Революційного Проводу ОУН. Учасник 2-го Великого Збору ОУНР.
Протягом 1941—1944 обіймав посаду заступника референта Служби Безпеки Проводу ОУН, учасник 3-го Надзвичайного Великого Збору ОУНР.
Загинув 1 листопада 1944 року біля села Грабівки під час масованої атаки військ НКВС. У цьому бою також загинули визначні діячі СБ ОУН Тимофій Галів-«Скалюк» та Мирон Голояд-«Влодко» і курінний УПА Іван Ґонта-«Гамалія».

## Поховання

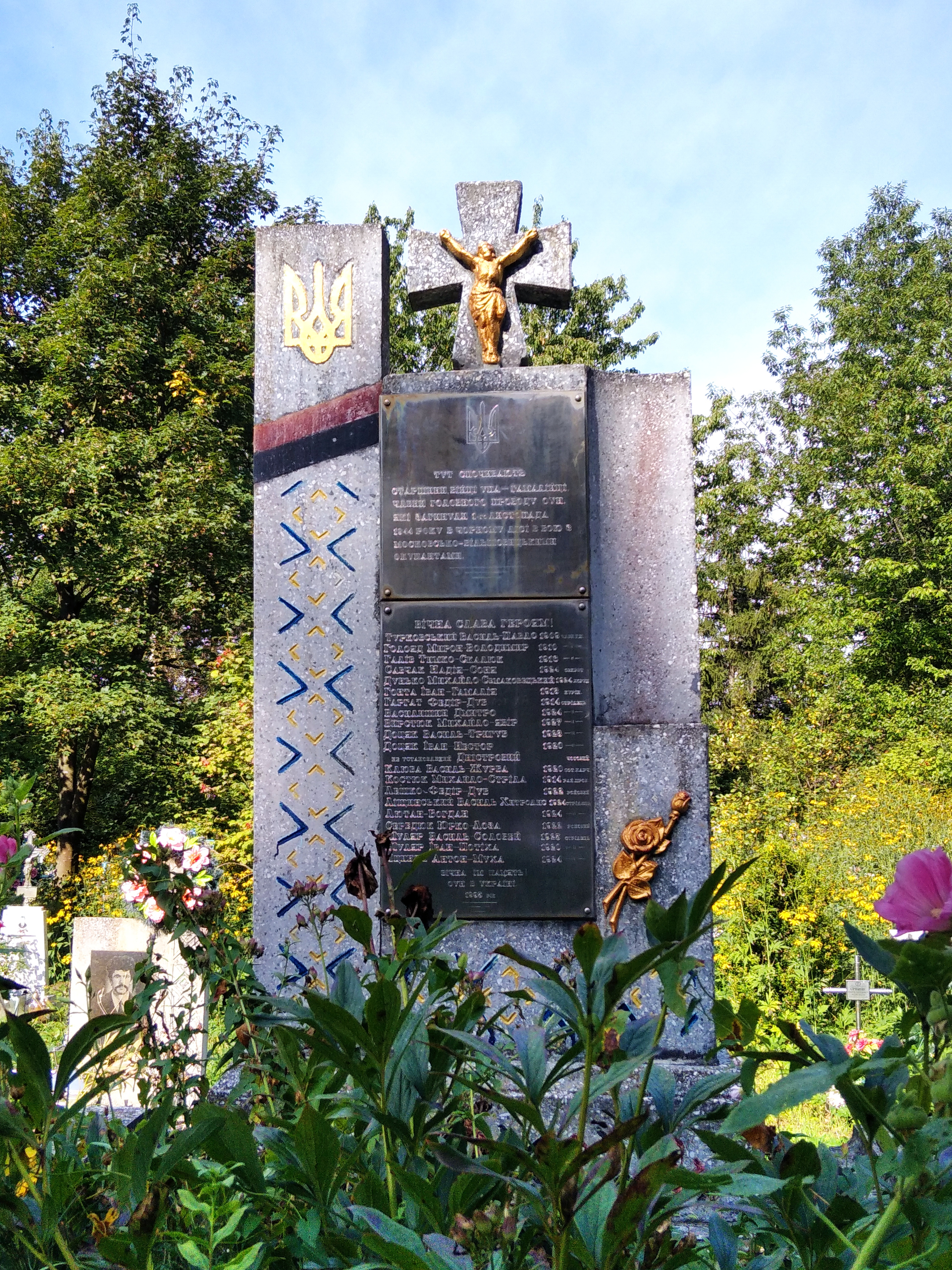
Братська могила воїнів УПА в с. Грабівка

4 листопада 1944 року полковник УПА Василь Андрусяк-«Різун» із своїм відділом таємно похоронив загиблих, а 13 жовтня 1990 року останки загиблих були урочисто перезахоронені на сільському цвинтарі.